# 1982年全米オープン (テニス)
1982年 全米オープン（1982ねんぜんべいオープン、US Open 1982）は、アメリカ・ニューヨークマンハッタンにある「USTAナショナル・テニスセンター」にて、1982年8月31日から9月12日にかけて開催された。

## シード選手

### 男子シングルス
1. ジョン・マッケンロー　（ベスト4）
2. ジミー・コナーズ　（優勝、4年ぶり4度目）
3. イワン・レンドル　（準優勝）
4. ギレルモ・ビラス　（ベスト4）
5. ビタス・ゲルレイティス　（1回戦）
6. ジーン・マイヤー　（ベスト8）
7. ホセ・ルイス・クラーク　（1回戦）
8. エリオット・テルチャー　（4回戦）
9. ヤニック・ノア　（4回戦）
10. ヨハン・クリーク　（3回戦）
11. マッツ・ビランデル　（4回戦）
12. スティーブ・デントン　（4回戦）
13. マーク・エドモンドソン　（2回戦）
14. ブライアン・ティーチャー　（2回戦）
15. ラウル・ラミレス　（2回戦）
16. ロスコー・タナー　（2回戦）

### 女子シングルス
1. マルチナ・ナブラチロワ　（ベスト8）
2. クリス・エバート・ロイド　（優勝、2年ぶり6度目）
3. トレーシー・オースチン　（ベスト8）
4. アンドレア・イエガー　（ベスト4）
5. ハナ・マンドリコワ　（準優勝）
6. ウェンディ・ターンブル　（4回戦）
7. パム・シュライバー　（ベスト4）
8. シルビア・ハニカ　（試合開始前に棄権）
9. ベッティーナ・バンジ　（3回戦）
10. バーバラ・ポッター　（2回戦）
11. ミマ・ヤウソベッツ　（2回戦）
12. ビリー・ジーン・キング　（1回戦）
13. キャシー・リナルディ　（4回戦）
14. バージニア・ルジッチ　（4回戦）
15. アンドレア・リーンド　（4回戦）
16. ジーナ・ガリソン　（4回戦）
17. ボニー・ガドゥセク　（ベスト8）　［第8シード・ハニカが棄権のため繰り上げ］

## 大会経過

### 男子シングルス
準々決勝
- ジョン・マッケンロー vs.  ジーン・マイヤー　4-6, 7-6, 6-3, 4-6, 6-1
- イワン・レンドル vs.  キム・ウォーウィック　6-4, 6-3, 6-1
- ギレルモ・ビラス vs.  トム・ガリクソン　6-2, 6-1, 6-3
- ジミー・コナーズ vs.  ロドニー・ハーモン　6-1, 6-3, 6-4

準決勝
- イワン・レンドル vs.  ジョン・マッケンロー　6-4, 6-4, 7-6
- ジミー・コナーズ vs.  ギレルモ・ビラス　6-1, 3-6, 6-2, 6-3

### 女子シングルス
準々決勝
- パム・シュライバー vs.  マルチナ・ナブラチロワ　1-6, 7-6, 6-2
- ハナ・マンドリコワ vs.  トレーシー・オースチン　4-6, 6-4, 6-4
- アンドレア・イエガー vs.  グレッチェン・ラッシュ　3-6, 6-1, 6-0
- クリス・エバート・ロイド vs.  ボニー・ガドゥセク　4-6, 6-1, 6-0

準決勝
- ハナ・マンドリコワ vs.  パム・シュライバー　6-4, 2-6, 6-2
- クリス・エバート・ロイド vs.  アンドレア・イエガー　6-1, 6-2

## 決勝戦の結果
- 男子シングルス： ジミー・コナーズ vs.  イワン・レンドル　6-3, 6-2, 4-6, 6-4
- 女子シングルス： クリス・エバート・ロイド vs.  ハナ・マンドリコワ　6-3, 6-1
- 男子ダブルス： ケビン・カレン＆ スティーブ・デントン vs.  ビクトル・アマヤ＆ ハンク・プフィスター　6-2, 6-7, 5-7, 6-2, 6-4
- 女子ダブルス： ロージー・カザルス＆ ウェンディ・ターンブル vs.  シャロン・ウォルシュ＆ バーバラ・ポッター　6-4, 6-4
- 混合ダブルス： ケビン・カレン＆ アン・スミス vs.  ファーディ・テイガン＆ バーバラ・ポッター　6-7, 7-6, 7-6

## みどころ
- 女子シングルス優勝者のクリス・エバート・ロイドが、全米オープンで6度目の優勝を果たした。エバートは独身時代の1975年-1978年に全米で大会4連覇があり、その後1980年にも優勝している。全米オープン6勝は、モーラ・マロリー（ノルウェー）の8勝、ヘレン・ウィルス・ムーディ（アメリカ）の7勝に次ぐ女子歴代3位記録で、1968年からの「オープン化時代」以降では最多優勝記録になる。これがエバート・ロイドの最後の全米オープン優勝になった。